# Isabella (målning)
Isabella är en oljemålning av den engelske konstnären John Everett Millais. Den målades 1849 och ingår sedan 1884 i Walker Art Gallerys samlingar i Liverpool. 
Målningen skildrar en scen ur Giovanni Boccaccios Lisabetta e il testo di bassilico från novellsamlingen Decamerone (1348–1353). Där berättas om kärleken mellan Lorenzo och Isabella som båda avbildas vid bordets högerkant. På motsatt sida av bordet sitter Isabellas tre bröder som tydligt visar sitt missnöje med den fattiga Lorenzo. Bröderna var rika köpmän i Florens och senare i Boccaccios berättelse mördar de Lorenzo. När Isabella hittar sin döde älskare skär hon av honom huvudet och begraver det i en basilikakruka som hon vattnar med sina tårar. Det senare har Millais vän William Holman Hunt skildrat i målningen Isabella och basilikakrukan (1868).
De unga konstnärerna Hunt, Millais och Dante Gabriel Rossetti grundade 1848 det prerafaelitiska brödraskapet (PRB). De inspirerades av konsten före Rafael, främst det italienska 1400-talsmåleriet (ungrenässansen) och den medeltida konsten. Millais målning är signerad "PRB" på Isabellas pall längst ner till höger.  
Som modeller använde Millais sin familj och sina vänner. Mannen som torkar sig om munnen med en servett är konstnärens far och ynglingen som dricker ett glas vin är Rossetti.

## Relaterade målningar

William Holman Hunts Isabella and the Pot of Basil (1868), Laing Art Gallery.